# 大内文化

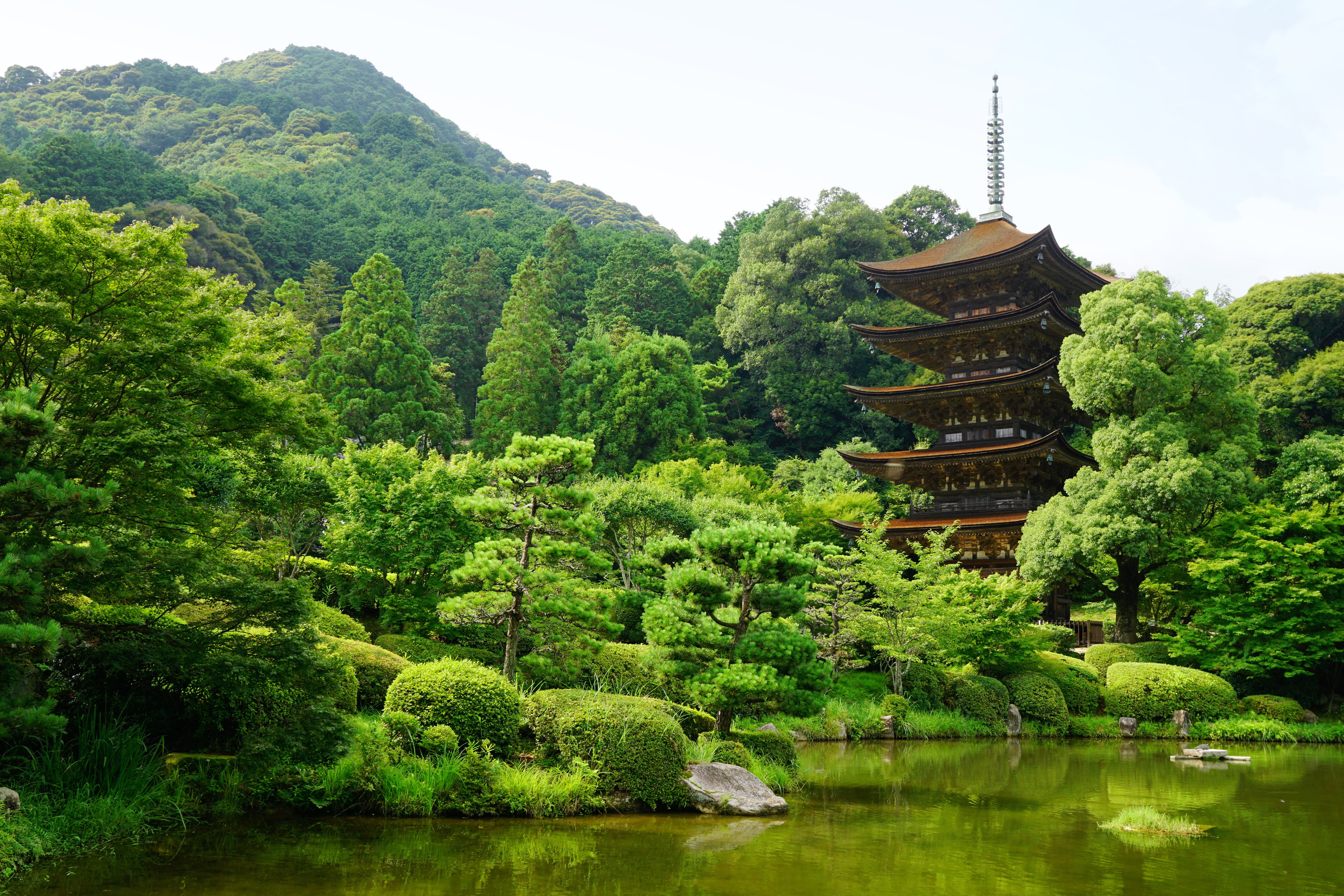
大内文化を代表する建築物のひとつである瑠璃光寺五重塔（国宝）

大内文化（おおうちぶんか）とは、室町時代の山口を中心とする文化を指す用語。大内氏第9代当主大内弘世（1325年 - 1380年）が京の都を模倣し街づくりを行ったのを発端とする。第14代大内政弘（1446年 - 1495年）が文化を奨励し、第16代大内義隆（1507年 - 1551年）が大寧寺の変で倒れるまで大内氏の当主により文化人の庇護が行われ、訪問者たちが担い手となって北山文化・東山文化と大陸文化を融合させた独自文化が隆盛した。

## 概要
南朝から北朝へ帰順し、周防長門両国を統一した大内弘世は第2代将軍足利義詮に謁見するため、1363年に上洛した。この時、京と山口の地形が似ていることから山口を「西の京」とすべく大路・小路といった京風市街整備を行うとともに文化人を招いた。室町中期以降の大内氏は日本一の経済基盤を有するようになり、その財力を頼る文化人や公家が戦乱で荒廃した京より多数来訪したことで末期は京をしのぐほど繁栄した。また、大内氏は東アジア（明・朝鮮・琉球等）との交易・交流を盛んに行っていたため、明・朝鮮の影響も加わった、独自の大内文化が発展した。このように、外国の文化を受け入れてさらに独自に発展させていった大内文化の特徴について、地元の山口市は先進性・先見性・寛容性・独自性・国際性が見られると表現している。当時の山口の繁栄ぶりはルイス・フロイスやフランシスコ・ザビエルの記述にもみられるが、多くは室町時代末期の戦乱の戦火で焼失した。現在では、瑠璃光寺五重塔や雪舟庭は現存しており大内文化を代表する建築物となっている。
なお、大内氏時代の山口には、1551年に大内義隆がフランシスコ・ザビエルの滞在とキリスト教布教を許したため、日本初の南蛮寺（大道寺）でクリスマス行事（日本のクリスマスは山口から）が行われるなど、西洋の文化も流入していた。

## 大内文化を支えた経済基盤
大内氏は広大な領国を支配していたが石高自体は突出していたわけではない。しかし商業地博多・港町門司の支配や博多商人による貿易や銀山開発の運上益は莫大であり経済力は諸大名の中で突出していた。大内氏は倭寇を取り締まることで明や朝鮮と私貿易を行い利益を得ていたが、後期には「日本国王之印（毛利博物館所蔵）」の通信符を用い対外貿易を行うようになる。すなわち1468年成化の勘合、1523年正徳の勘合を手に入れ勘合貿易を独占すべく細川氏と争い（寧波の乱など）貿易独占権を手に入れた。また、石見銀山の銀産出量を灰吹法の成功により飛躍的に増大させるとその量は世界の三分の一を占めた。

勘合貿易における主な輸入品と輸出品
- 輸出品 - 硫黄・銀・銅などの鉱物、漆器、扇子、刀剣、屏風、硯
- 輸入品 - 明銅銭（永楽通宝）、生糸、絹織物、典籍、陶器

大内氏は主力輸出品を領内で確保しようと尽力している。鉱物は石見大森銀山・佐東銀山・長登銅山等を有していた。寺尾鉱山などに精錬した遺構があり、精製技術を開発しこれらの産出を増やすことに努めていた様子が窺える。また、大内塗、赤間硯、長州鍔の職人を保護、奨励することや文化人を招き庇護することはより質の高い輸出品を産出することにつながり、より多くの輸入品を手に入れることに繋がった。大内氏は文治に傾倒し衰退したが、文化奨励は貿易を通じて大内氏の利益に還元される合理的システムになっていた。また、大内氏は1346年頃から大部分を輸入に依存していた絹織物の国内生産にも尽力し、絹普及と後の西陣織や博多織に大きな影響を与えた。

## 幻の鉄砲伝来
種子島銃の伝来前から明との交易により鳥銃と呼ばれる火縄銃が伝来していた。しかし、大内氏は鉄砲の量産よりも輸出品の増産に努めており普及しなかった。

## 遺構
- 瑠璃光寺五重塔（国宝。日本三名塔）
- 古熊神社本殿（国の重要文化財）
- 八坂神社本殿（国の重要文化財）
- 常栄寺雪舟庭（国の史跡及び名勝）

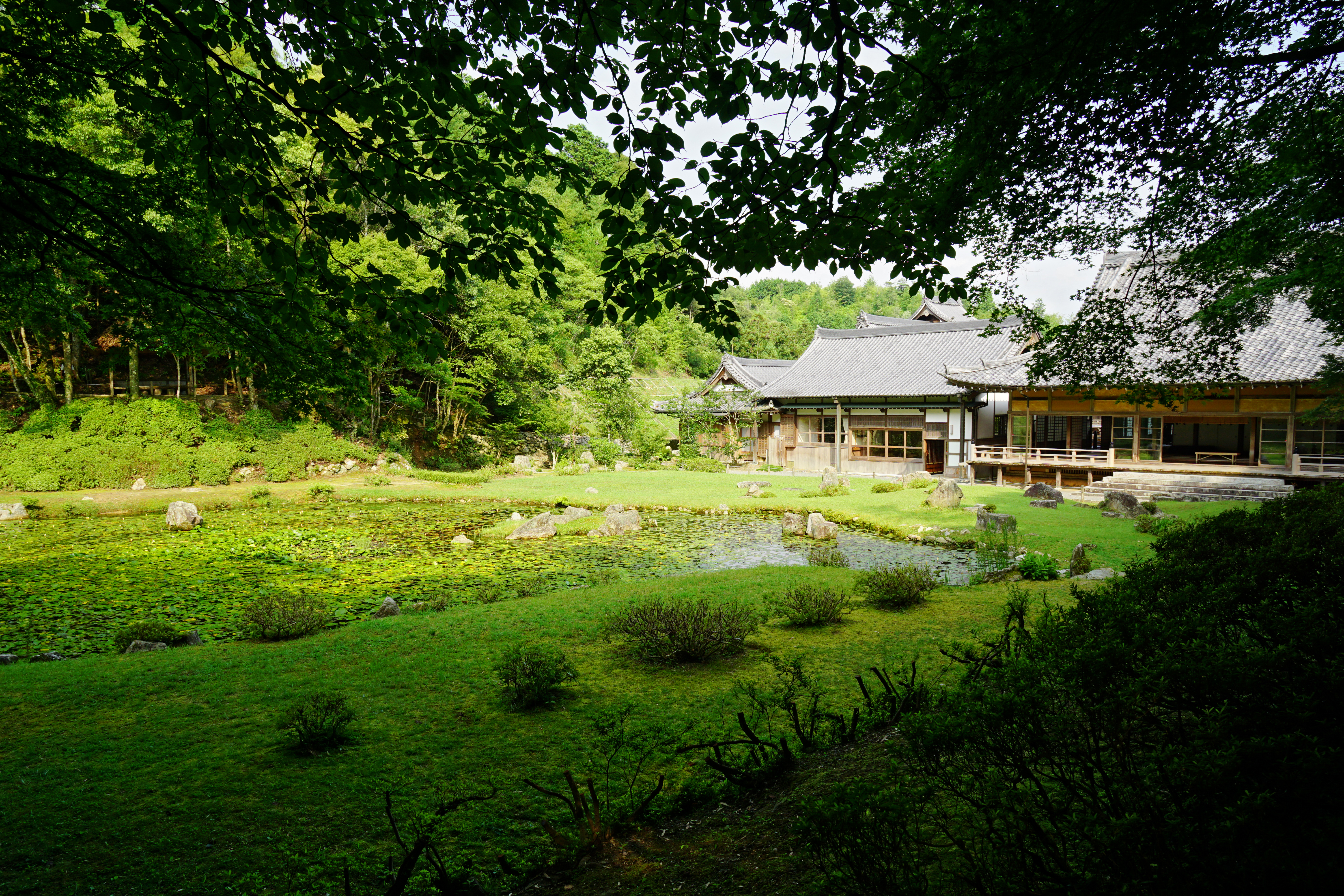
常栄寺雪舟庭

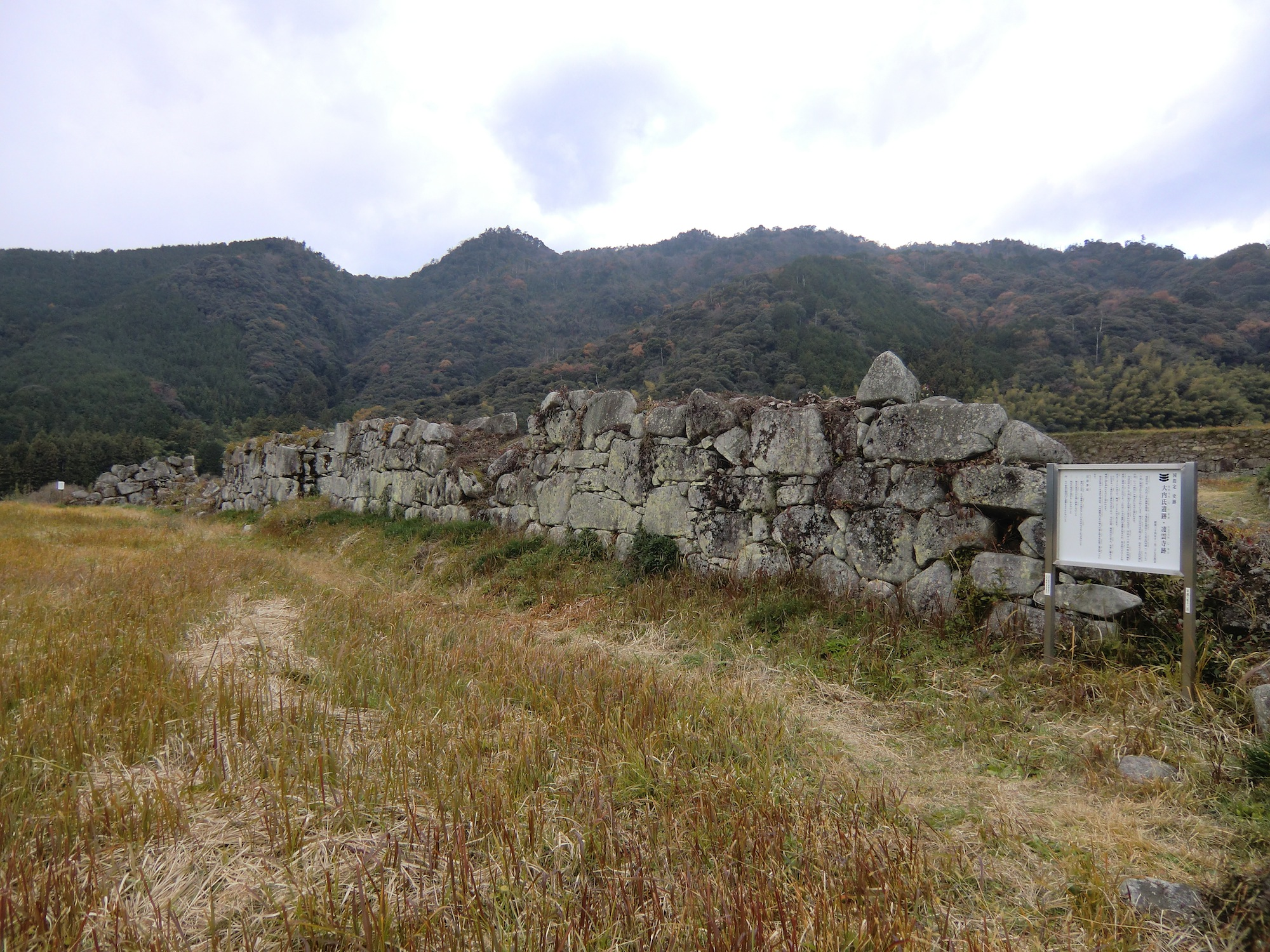
凌雲寺跡

- 龍福寺（大寧寺の乱で焼失。現在の龍福寺は別の場所に復興されたもの）
- 花岡八幡宮閼伽井坊多宝塔（国の重要文化財）
- 凌雲寺跡（国の史跡）
- 大内氏館（大内弘世の拠点。大寧寺の乱で焼失。館跡の一部が現在の龍福寺となっている）
- 築山館（大内義弘以降の拠点。大寧寺の乱で焼失。館跡の一部が八坂神社、築山神社となっている）
- 大道寺（日本最初のキリスト教教会。現在の聖サビエル記念公園）
- 山口大神宮（大内義興により伊勢神宮より勧請。明治以前に伊勢神宮から直接分霊された唯一の神宮）
- 筥崎宮本殿（山口ではないが大内義隆により再建され建築様式に影響がみられる。国の重要文化財）
- 宇佐神宮（大内盛見により造営されたが、大友宗麟の焼き打ちにあい焼失）
- 竪小路（街づくりの名残がみられる）
- 不動院金堂（国宝。山口の香積寺から移築されたもの）

## 大内版
山口では大内版と呼ばれる出版事業が盛んに行われた。京の戦乱から逃れ歌道・有職・管紘・郢曲・装束・儒学などを学ぶために訪れる僧、学者、公家が多かった。しかし、翻訳本の出版や明、朝鮮から漢籍を取り寄せる唐本屋なども存在していたこと、また遣明船や私貿易が活発だった為に海外から移住して来る者も多く国際色も豊かであり京風文化とは異なる面もみられる。大内氏館には山口殿中文庫（大内文庫）と呼ばれる書庫があり国内外の書籍が集められていた。
- 蔵乗法数（大内盛見）
- 拾塵和歌集（大内政弘）
- 聚分韻略（大内政弘）
- 大内問答（大内義興）
- 大内版三重韻（大内義隆）
- 法蓮華経板木（氷上山興隆寺）

## 訪問者
- 雪舟（水墨画）
- 宗祇（連歌師）
- 策彦周良（僧侶）
- 趙秩（明人）
- 金春禅竹[13]（能作者）
- 猪苗代兼載（連歌師）
- 宗碩（連歌師）
- 上杉憲実[14]（関東管領）
- 足利義稙（第10代征夷大将軍）
- 三条公敦（公家、右大臣）
- 飛鳥井雅俊（公家、権大納言）
- フランシスコ・ザビエル（宣教師）

## 終焉
大内義隆は1542年出雲遠征失敗後、武断派を遠ざけ、文治派相良武任らを重用し、公家ら文化人への支出が増すに伴い、領国への課税は増し家臣や国人の不満は高まっていった。重臣の陶隆房や内藤興盛ら有力守護代は大内氏の凋落を恐れ、1551年大寧寺の変を起こし大内義隆を自害させるだけでなく、山口に滞在していた公家までも排除したため大内氏主導により成り立っていた大内文化は廃れた。その後、杉重輔の反乱や大内輝弘の乱などにより山口は炎上した。戦火を逃れた物も、国清寺（現・洞春寺）の文化財が毛利輝元により近江の園城寺に寄進される等、毛利氏の政治工作に利用され四散した。